# Vedasjön (Husby-Oppunda socken, Södermanland)
Vedasjön är en sjö i Nyköpings kommun i Södermanland och ingår i Nyköpingsåns huvudavrinningsområde. Sjön har en area på 0,0582 kvadratkilometer och ligger 35,2 meter över havet.

## Delavrinningsområde
Vedasjön ingår i det delavrinningsområde (654056-155262) som SMHI kallar för Utloppet av Uren. Medelhöjden är 41 meter över havet och ytan är 63,74 kvadratkilometer. Det finns ett avrinningsområde uppströms, och räknas det in blir den ackumulerade arean 82,72 kvadratkilometer. Forsaån som avvattnar avrinningsområdet har biflödesordning 3, vilket innebär att vattnet flödar genom totalt 3 vattendrag innan det når havet efter 68 kilometer. Avrinningsområdet består mestadels av skog (46 procent) och jordbruk (21 procent). Avrinningsområdet har 7,61 kvadratkilometer vattenytor vilket ger det en sjöprocent på 11,9 procent.